# Jean-Baptiste d'Étampes
Pour les articles homonymes, voir Étampes et Estampes.
Jean-Baptiste d’Étampes (né à Neuvy en 1638 - mort à Paris le 6 janvier 1684) est un homme d'Église français du XVIIe siècle, qui est évêque de Perpignan, puis de Marseille.

## Biographie
Jean-Baptiste d'Étampes est le fils de Joseph d’Étampes, marquis d’Autry et de Louise Legrand.
Il est nommé en 1675 évêque de Perpignan, puis en 1680, évêque de Marseille pour succéder à Toussaint de Forbin-Janson qui est alors nommé à Beauvais. Il obtient ses bulles du pape Innocent XI le 12 janvier 1682 et est sacré à Paris à la fin du mois de février 1682. Il est retenu à Paris par l’assemblée du clergé de France en 1682. Il meurt subitement à Paris le 6 janvier 1684 sans avoir rejoint son poste à Marseille.

## Armoiries
Ses armes sont : D'azur, à deux girons d'or posés en chevron, au chef d'argent, chargé de trois couronnes ducales de gueules, mises en fasce.